# Delta du Yukon-Kuskokwim

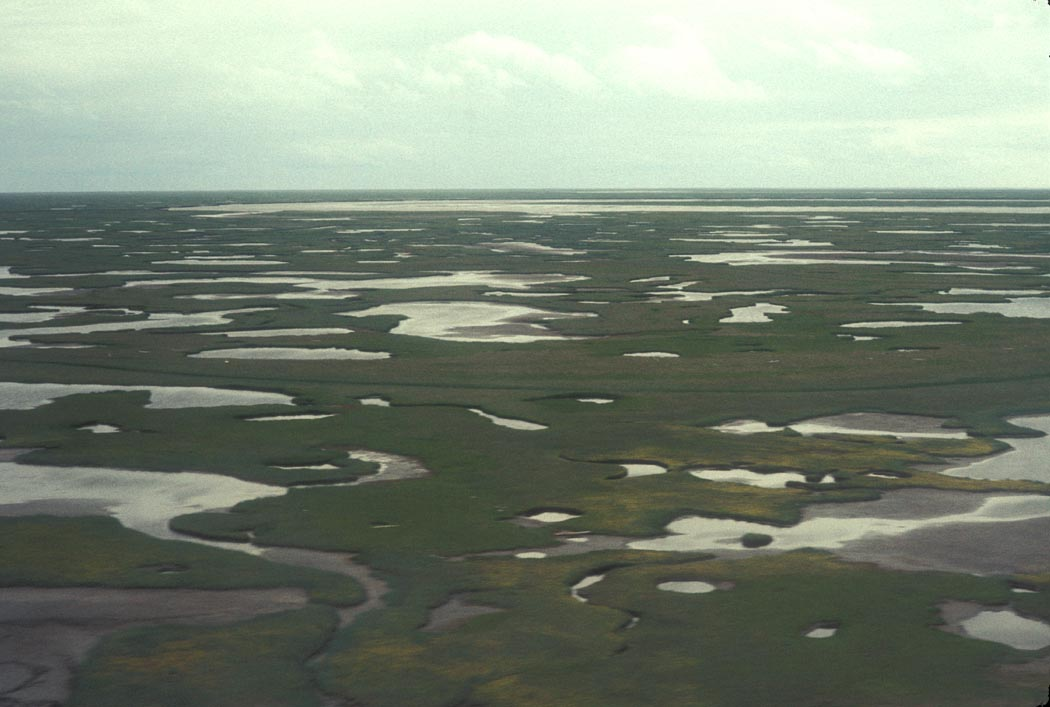
Vue aérienne.

Le delta du Yukon-Kuskokwim est un des plus vastes deltas du monde. Étendu sur 129 500 km2, il est situé à l'endroit où les fleuves Yukon et Kuskokwim se rejoignent et se jettent dans la mer de Béring, sur la côte ouest de l'Alaska, aux États-Unis.
Le delta est essentiellement recouvert de toundra, il fait partie du refuge faunique national du delta du Yukon.
Sa population d'environ 26 000 personnes, en 2018, est essentiellement composée de Yupiks et d'Athabaskans. La ville principale est Bethel et quelques villages hébergent le restant des habitants. Ceux-ci vivent d'une économie de subsistance à base de chasse et de pêche.
La zone du delta ne possède pas de route. Elle ne peut être rejointe que par avion, bateaux en été et motoneige en hiver.